# Gingen an der Fils
Gingen an der Fils là một thị trấn thuộc huyện Göppingen ở Baden-Württemberg, miền nam Đức. Đô thị này có diện tích 10,01 km², dân số thời điểm 31 tháng 12 năm 2020 là 4554 người.